# Жорухово
Жорухово (пол. Żoruchowo) — село в Польщі, у гміні Ґлувчиці Слупського повіту Поморського воєводства.
Населення — 522 особи (2011).
У 1975-1998 роках село належало до Слупського воєводства.

## Демографія
Демографічна структура станом на 31 березня 2011 року:
|          | Загалом | Допрацездатний вік | Працездатний вік | Постпрацездатний вік |
| -------- | ------- | ------------------ | ---------------- | -------------------- |
| Чоловіки | 268     | 53                 | 201              | 14                   |
| Жінки    | 254     | 45                 | 173              | 36                   |
| Разом    | 522     | 98                 | 374              | 50                   |